# ديلون بارنا
ديلون بارنا (بالإنجليزية: Dillon Barna)‏ هو لاعب كرة قدم أمريكي، ولد في 29 سبتمبر 1987 في فينيكس في الولايات المتحدة. لعب مع AC St. Louis ‏.